# Arouna Koné
Arouna Koné, född 11 november 1983 i Anyama, Elfenbenskusten, är en ivoriansk fotbollsspelare som spelar för den turkiska klubben Sivasspor. Han representerade tidigare också Elfenbenskusten fotbollslandslag. Han har tidigare spelat för klubbarna: Rio sport, Lierse, Roda, PSV, Sevilla, Hannover 96, Levante, Wigan och Everton.